# Општина Ислаз (Телеорман)
Ислаз (рум. Islaz) општина је у Румунији у округу Телеорман.
Oпштина се налази на надморској висини од 26 m.